# Sault Ste. Marie (Michigan)
Sault Ste. Marie é uma cidade localizada no Estado americano de Michigan, no Condado de Chippewa. A sua área é de 52,3 km² (dos quais 13,9 km² estão cobertos por água), sua população é de 13337 habitantes, e sua densidade populacional é de 255 hab./km² (segundo o censo americano de 2020). A cidade foi fundada em 1668, e incorporada em 1879.
De acordo com o United States Census Bureau, a cidade tem uma área de 52,21 km2, dos quais 38,25 km2 é terra e 13,96 km2 é água. O centro da cidade fica numa ilha, formada pelo casal Sault Ste. Canal Marie Power ao sul e Rio St. Mary e Soo Locks ao norte.
Não confundir com a cidade canadense de Sault Ste. Marie, província de Ontário, localizada na margem oposta do Rio St. Marys.